# グアダルーペ (ヌエボ・レオン州)
グアダルーペ（Guadalupe）は、メキシコのヌエボ・レオン州の都市であり、基礎自治体である。モンテレイ都市圏の一部を形成している。
グアダルーペ基礎自治体は、モンテレイの東側に隣接する。基礎自治体の人口は63万5862人（2020年）で、州内第2位の規模である。メトロレイ1号線がモンテレイから伸びており、イスポスィシオン駅がターミナルとなっている。駅の近くにCFモンテレイの本拠地エスタディオBBVAバンコメルが立地している。

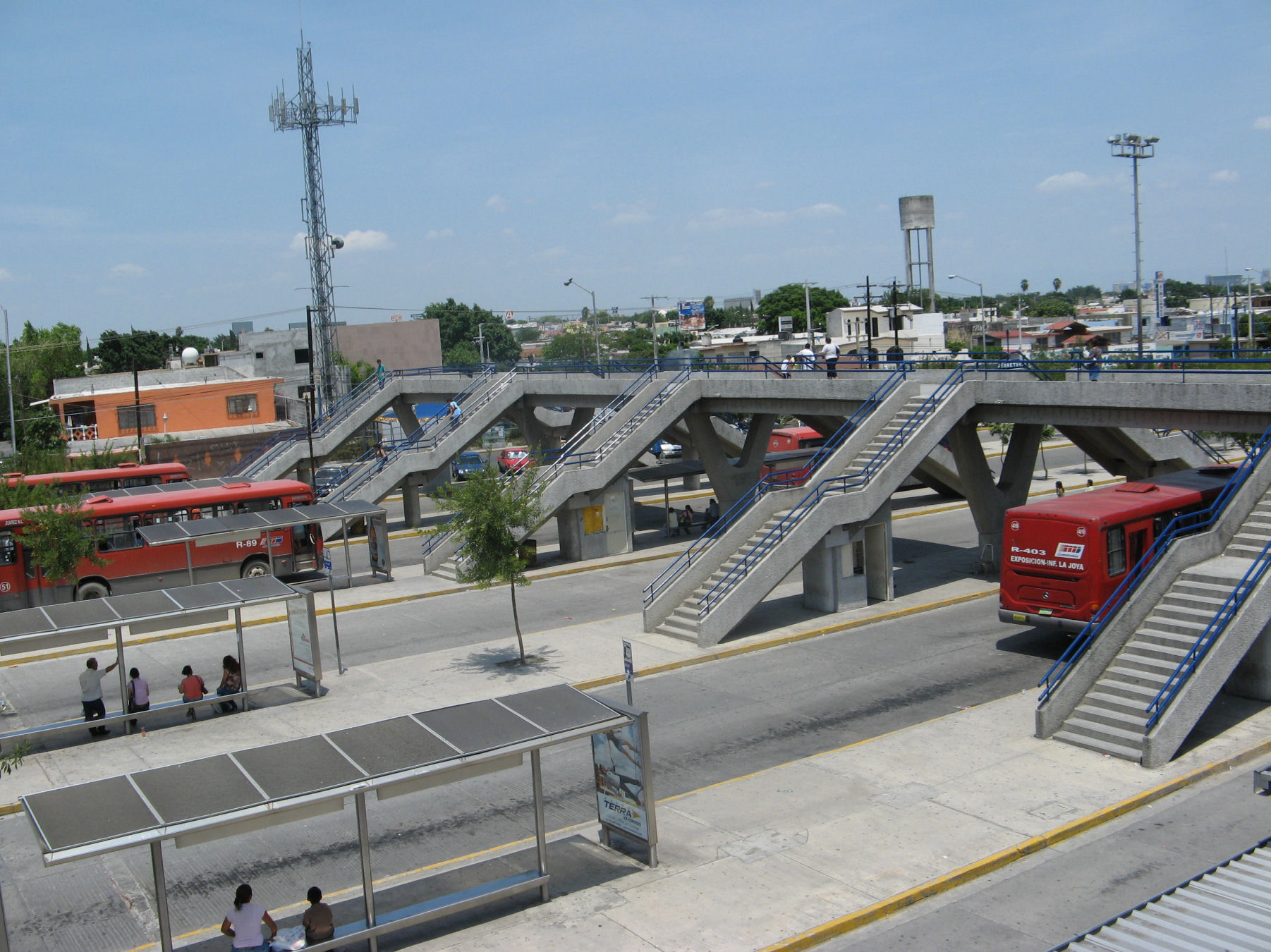
イスポスィシオン バスターミナル